# Hetaerina titia
Hetaerina titia – gatunek ważki z rodziny świteziankowatych (Calopterygidae). Występuje na terenie Ameryki Północnej i Ameryki Środkowej.